# Masdevallia brachyantha
Masdevallia brachyantha är en orkidéart som beskrevs av Rudolf Schlechter. Masdevallia brachyantha ingår i släktet Masdevallia och familjen orkidéer.
Artens utbredningsområde är Bolivia. Inga underarter finns listade i Catalogue of Life.